# Palácio dos Pimentéis
O Palácio dos Pimentéis, também referido como Solar dos Pimentéis, em Trás-os-Montes, localiza-se na freguesia e povoação de Castelo Branco, no município de Mogadouro, no distrito de Bragança, em Portugal.
A norte da serra de Lagoaça e próximo à margem direita do rio Douro, dista 12 quilómetros a sudoeste da sede concelhia pela EN 221. É considerado um dos principais marcos arquitectónicos do município e do distrito.[carece de fontes?]
O Palácio dos Pimentéis encontra-se classificado como Imóvel de Interesse Público desde 1996.

## História
O solar foi construído em 1752 pela família dos Távora, adquirindo brasão, em 1795 (1759?), por carta de José I de Portugal. Esses primeiros proprietários eram uma família da alta aristocracia, detentora de diferentes títulos e cargos, como o de vice-rei do Estado Português da Índia, e de embaixadores nas cortes europeias.
Mais tarde, por outro Decreto Real, a propriedade em que o solar se inscreve foi conferida à família Morais Pimentel.

## Características
Apresenta planta retangular. A imponente fachada, articulada com largas pilastras, de bases pesadas e muito salientes, é comum para a região e a época (segunda metade do século XVIII). Este período construtivo é indicado particularmente pelas molduras das janelas, que ostentam parapeitos de brincos e remate ondulado, elementos característicos do barroco. O imóvel possui a curiosidade de possuir 365 portas e janelas, uma por cada dia do ano.
A fachada central conserva, entre duas janelas, o grande brasão, magnífica peça heráldica.
Os cumes que coroam a casa indicam uma época bastante avançada para a construção civil.
Há indícios de que os espaços verdes circundantes seriam similares aos do Palácio de Mateus em Vila Real.

## O projeto turístico
Em nossos dias, um grupo empresarial de Lisboa pretendia instalar no antigo solar um empreendimento turístico designado de "Turismo Tradicional" e que compreenderia três blocos:
- o bloco I, que englobaria todo o edifício do solar, compreendendo 20 quartos, 4 suítes, um salão de festas e um auditório, recriando um ambiente típico da aristocracia do século XVIII, período de construção do imóvel. A ideia era manter as linhas arquitectónicas, bem como as características do hall de entrada, corredores, capela e do salão nobre.

- o bloco II, nas imediações do solar, que chegou a ser criado, constituindo-se em uma unidade mais vocacionada para o turismo rural, compreendendo um ginásio, piscinas cobertas e descobertas, uma quadra de ténis e um centro de equitação.

- o bloco III previa a construção de uma zona de restauração, como fruto de um trabalho de recuperação e adaptação de um antigo lagar de azeite.

Numa segunda etapa estudava-se implantar um campo de minigolfe e de equitação, assim como oferecer aos visitantes um programa diversificado de atividades tais como passeios todo-o-terreno, a cavalo e viagens de barco no Douro Internacional.